# Artabanos I.

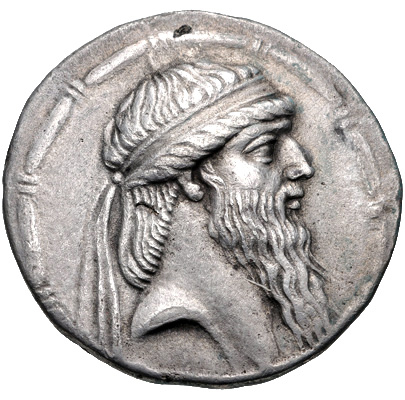
Münze des Artabanos I.

Artabanos I. war ein parthischer König, der von 128 bis 124/23 v. Chr. regierte. Er war ein Onkel des Phraates II., der in den Abwehrkämpfen gegen innerasiatische Völker, die die Ostgrenze des parthischen Reiches bedrohten, umgekommen war. Auch Artabanos I. kam in diesen Kämpfen ums Leben, während gleichzeitig das parthische Reich im Westen in Auflösung war. Einzelne Provinzen wie die Charakene erklärten ihre Unabhängigkeit.
In der älteren Forschung wurde teils fälschlich Arsakes II. als Artabanos I. angesehen.